# Ambre Sultan
Ambre Sultan est un parfum de Serge Lutens, créé et sorti en 1993. 

## Création
Serge Lutens créé un parfum qui va à contre-courant de la mode des parfums floraux, très en vogue au début des années 1990. Il déclare ainsi : « Avec Ambre Sultan, je voulais sortir des Adam et Ève du marketing ». L'idée du parfum lui vient d'un morceau d'ambre ramené du Maroc en 1968 et qu'il avait gardé. Le parfum est de type « oriental boisé ».
Officiellement, Ambre Sultan n'est pas destiné aux hommes et aux femmes, bien qu'il soit porté par les deux sexes ; il est pourtant a priori féminin.

## Publicité
Le flacon est dessiné par Serge Lutens lui-même.

## Postérité
On compte parmi les marques influencées : 
- Black Angel de Mark Buxton (2008)
- Aromatics Elixir d'Honoré des Prés (2010)
- L'Ambre de Roger Vivier (2010)
- Miroir des Majestés de Thierry Mugler (2012)